# Piero Villaggio
Piero Villaggio  (* 30. Dezember 1932 in Genua; † 4. Januar 2014 in Rapallo) war ein italienischer Ingenieurwissenschaftler und Mathematiker.

## Leben
Villaggio war der Sohn des Bauingenieurs Ettore Villaggio (1905–1992) und einer Deutsch-Lehrerin (Villagio konnte gut Deutsch und kannte die deutsche ingenieurwissenschaftliche Literatur). Er studierte Bauingenieurwesen an der Universität Genua mit dem Abschluss 1957 (zu seinen Lehrern gehört Edoardo Benvenuto und der Mathematiker Guido Stampacchia), war dann am Institut für Mathematik der Universität Rom (unter anderem bei Guido Krall) und kehrte 1959 als Dozent an die Universität Genua zurück. 1966 wurde er Professor für Baustatik und Festigkeitslehre (Scienza delle construzioni) an der Universität Pisa, an der er 2008 emeritiert wurde. An der Universität unterrichtete er auch Mathematik und er lehrte auch ab 1982 an der Scuola normale superiore in Pisa.
Er war Gastprofessor an der Heriot-Watt University in Edinburgh, an der Johns Hopkins University und der University of Minnesota.
Er befasste sich mit mathematischer Elastizitätstheorie, die er auch auf nicht-klassische Probleme wie die Coulomb-Reibung anwandte. Gérard Maugin nannte ihn einen originellen, tiefen Denker mit manchmal einem überraschenden Sinn für Humor in der Wahl seiner Themen.
Er war auch an der Herausgabe der Werke von Johann I Bernoulli und Nicolaus II Bernoulli bei Birkhäuser beteiligt (Band 6, Mechanik, 2008).
Er ist der Zwillingsbruder des Schauspielers und Schriftstellers Paolo Villaggio (1932–2017).
Er war ein passionierter Bergsteiger und Mitglied des italienischen akademischen Alpinclubs (CAAI). 1998 wurde er Mitglied der Accademia dei Lincei.

## Schriften
- Qualitative methods in elasticity. Noordhoff, 1977.
- Mathematical models for elastic structures. Cambridge UP, 2005.